# 구치칸바야시촌
구치칸바야시촌(일본어: 口上林村)은 일본 교토부 이카루가군에 설치되었던 촌이다.